# Rupert Murdoch
Rupert Murdoch, właśc. Keith Rupert Murdoch (ur. 11 marca 1931 w Melbourne) – australijsko-amerykański wydawca, właściciel istniejącej do 2013 korporacji prasowej, telewizyjnej i wydawniczej – News Corporation. Od 2005 Murdoch był właścicielem serwisu MySpace.com (kupił go za 580 milionów dolarów). W czerwcu 2011 doszło do sprzedaży portalu przedsiębiorstwu Specific Media za 35 milionów dolarów.

## Życiorys

### Pochodzenie
Jego ojciec, Keith Murdoch, był dziennikarzem i doradcą premiera Australii w okresie II wojny światowej.
Od 1985 jest obywatelem amerykańskim.

### Kariera

#### Początek kariery
Początkiem działalności Murdocha było przejęcie po ojcu udziałów w News Limited, przedsiębiorstwie związanym z mediami. Pierwsze kroki w biznesie pomagał mu stawiać dziennikarz Rohan Rivett, przyjaciel ojca. Po śmierci ojca rodzina Murdocha musiała sprzedać udziały w niektórych spółkach, pozostawiając pakiety w News Limited, a także w przedsiębiorstwie z Melbourne Southdown Press oraz gazecie „Barier Miner”.

#### Rozwój mediów

##### Australia
Rupert w 1953 powrócił z Oxfordu, aby podjąć pracę dyrektora zarządzającego News Limited. Od razu był widoczny jego entuzjazm związany z pracą w mediach. Szybko nabył upadający „Sunday Newspaper” w Perth w zachodniej Australii. Technikami należącymi dopiero dziś do arsenału współczesnych tabloidów i bulwarówek, wypracowanymi przez lorda Northcliffe’a, osiągnął głośny sukces, stawiając gazetę na nogi. W 1956 Murdoch rozpoczął wydawanie tygodniowego magazynu telewizyjnego „TV Week” w Southdown Press w Melbourne, a także gazety dla starszych kobiet „New Idea”. Rozwijające się interesy i poprawiająca się stabilność finansowa spowodowała, że Rupert otrzymał pomoc finansową na dalszy rozwój od Commonwealth Bank of Australia – banku rządowego wspierającego młodych przedsiębiorców.
Jednym z ważniejszych punktów w życiu Murdocha była tzw. Sprawa Stuarta. „The News” zaczął swoją kampanię na rzecz wyzwolenia młodego aborygena Maxa Stuarta. Chłopak ten był oskarżony o zabójstwo małej dziewczynki, a sędzia skazał go na karę śmierci przez powieszenie. Sprawę rozpatrywała nawet powołana Komisja Królewska. Ostatecznie karę śmierci złagodzono na dożywotnie więzienie. Żeby zneutralizować emocje opinii publicznej wyrok był potwierdzeniem winy Stuarta, a także rekomendacji aby „The News”, jego wydawcę, a także dyrektora zarządzającego postawić również przed sądem w akcji wywrotnej, na podstawie zaprzedania, prawa obowiązującego w angielskim prawie średniowiecznym. Gazeta, wydawca, a także Murdoch zostali oskarżeni w trzech sprawach każdy co w sumie dawało dziewięć procesów. Murdoch wiedział, że walka w takiej liczbie procesów spowodowałaby bankructwo News Limited. Jedyną szansą Ruperta Murdocha było wstawiennictwo zaaranżowane przez Kena Maya, reportera politycznego w „The News”.
Premier Australii – Thomas Playford zgodził się na spotkanie w cztery oczy. Murdoch podawał jako usprawiedliwienie swój młody wiek i brak doświadczenia oraz to, że Rohan Rivett wywierał na nim nacisk. Playford zgodził się na zamianę oskarżeń pod dwoma warunkami: wyrzucenie z gazety Rivetta, a także pokrycie kosztów Komisji Królewskiej przez „The News”. Murdoch przystał na warunki.
Przez kilka następnych lat Rupert ugruntował swoją pozycję w Australii jako dynamiczny businessman, rozszerzając swoje udziały w nabyciu podmiejskich gazet w Nowej Południowej Walii, Queensland, Victorii i północnego terytorium, w tym tabloid z Sydney „Daily Mirror”. Nabycie udziałów w „Daily Mirror” pozwoliło mu na rywalizację z dwoma największymi oponentami, a w efekcie przechytrzenie ich w długiej „wojnie”. W 1964 Murdoch uruchomił „The Australian”, który był pierwszym narodowym dziennikiem. Murdoch dzięki dziennikowi zdobył szacunek jako wydawca dobrej jakościowo gazety z dużym politycznym autorytetem. W 1972 Rupert nabył tabloid z Sydney „The Daily Telegraph”. W tym samym roku odbywały się wybory. Murdoch swoją wzrastającą potęgą medialną wsparł Gougha Whitlama, jednak obrócił się przeciwko niemu podczas reelekcji 2 lata później ze względu na spadek poparcia ze strony opinii publicznej dla Whitlama. Murdoch przykuł wtedy swoją uwagę również ludzi z innych kontynentów.

##### Wielka Brytania
Spłata dotychczasowych pożyczek spowodowała, że Commonwealth Bank of Australia wyłożył finanse na jego najnowszy projekt – rodzinne przedsiębiorstwo, które miało w posiadaniu „News of the World” – niedzielną gazetę z największą liczbą czytelników w Wielkiej Brytanii. Rupert Murdoch wkroczył na rynek brytyjski w wielkim stylu. W 1950 „The News of the World” było najpoczytniejszą gazetą na świecie. Nabycie gazety to również jedno z najbardziej ryzykownych posunięć Ruperta, gdyż postawił w hipotekę cały swój australijski majątek w celu zakupu medium. W 1981 baron stał się właścicielem wydawanej od końca XVII wieku „The Times” – gazety, która kiedyś należała do mentora jego ojca – Viscounta Northcliffe’a. W 1989 powstało założone przez magnata urodzonego w Australii „Sky Television”, które początkowo nie miało ogromnej rzeszy fanów wśród brytyjskiej populacji. W 1990 z połączenia „Sky TV” i „British Satellite Broadcasting” powstało „British Sky Broadcasting”.

##### Stany Zjednoczone
Pierwsze kroki w Stanach Zjednoczonych stawiał w 1973, kiedy nabył „San Antonio Express – News”. W niedługim czasie stworzył „Star” – nowy tabloid. Rok 1976 przyniósł w jego życiu kupno kolejnego medium – „New York Post”. W 1985 Murdoch przyjął obywatelstwo amerykańskie. W 1986 otworzył Fox Broadcasting Company sieć telewizyjną w USA, która urosła do rangi najwyżej ocenianej sieci przez dorosłych. W 1996 Rupert Murdoch wkroczył w świat telewizji całodobowej, otwierając kanał Fox News – konkurenta CNN. Business Ruperta rósł w siłę. Jego sieć telewizji kablowej nadawała dziewięć z dziesięciu najbardziej popularnych programów telewizyjnych.
W 1997 zasiadał w zarządzie Cato Institute.

#### Przejęcia na początku XXI wieku
W 2003 nabył za 6 miliardów dolarów Hughes Electronics, operatora największego systemu satelitarnego telewizji w Stanach. W 2004 Murdoch ogłosił, iż przenosi siedzibę swojego przedsiębiorstwa News Corporation z Australii do USA, w tym celu zakupił ogromny biurowiec w samym centrum Nowego Jorku. Rok później Rupert Murdoch stał się właścicielem znanego na całym świecie serwisu internetowego MySpace.com (kupionego za 580 milionów dolarów), który następnie został odsprzedany w czerwcu 2011 przedsiębiorstwu Specific Media Inc. za kwotę 35 milionów dolarów.
Jego korporacja wykupiła udział mniejszościowy (35% akcji) w TV Puls, który w listopadzie 2008 został sprzedany pozostałym wspólnikom – Prowincji Zakonu Braci Mniejszych Konwentualnych (oo. Franciszkanie) i Dariuszowi Dąbskiemu.

### Afera podsłuchowa
W związku z aferą podsłuchową został przesłuchany przez Izbę Gmin. Murdoch swoją niewiedzę o przestępczych praktykach w redakcji tabloidu News of the World tłumaczył w następujący sposób: 

Zatrudniam ponad 50 tysięcy osób. Nie wiecie, z jaką ilością spraw muszę sobie radzić. „News of the World” stanowił tylko około 1% moich interesów.

## Życie prywatne

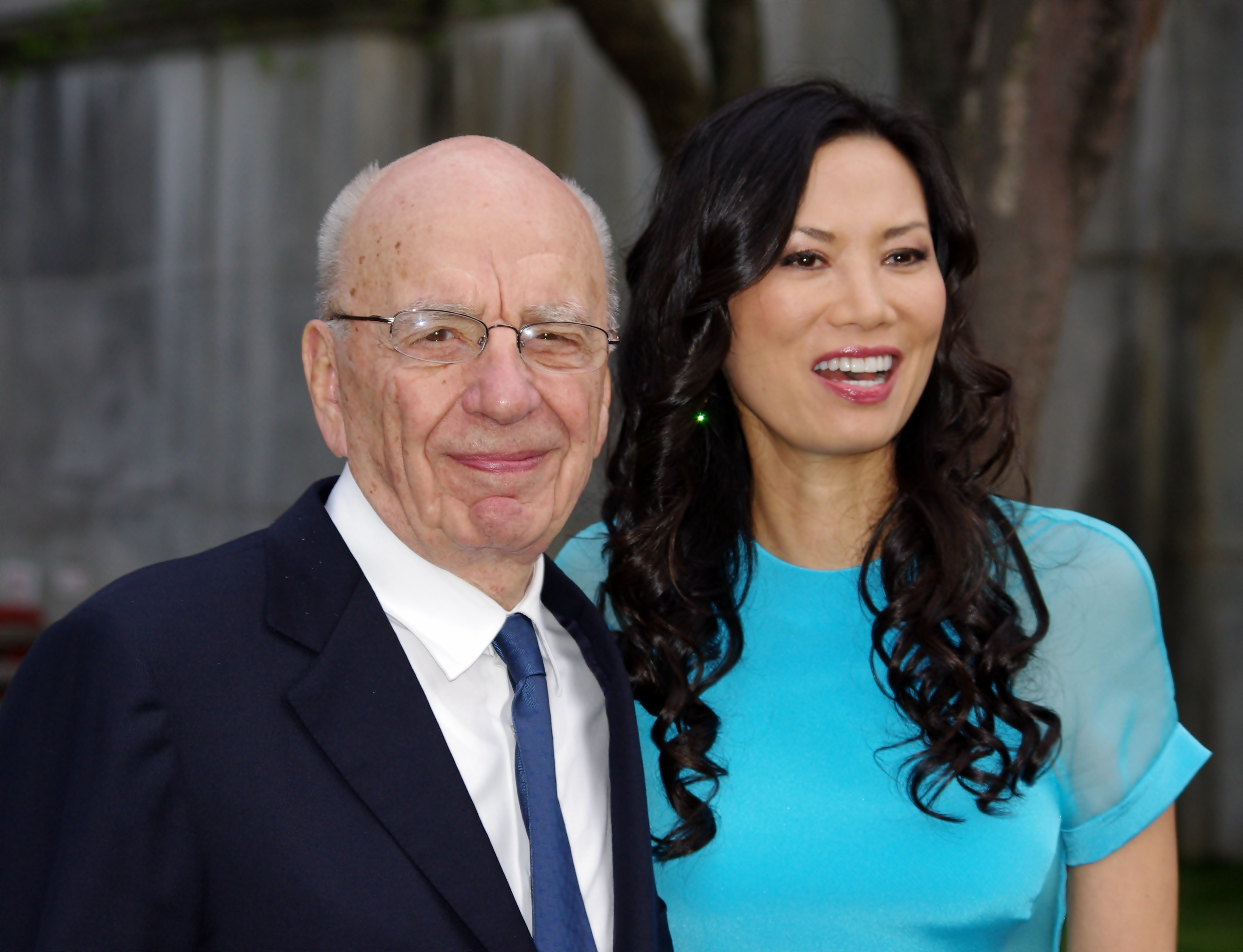
Rupert Murdoch z żoną Wendi Deng w 2011

Rupert Murdoch ślub zawarł cztery razy. W 1956 poślubił Patrycję Booker, z którą miał pierwszą córkę, narodzoną w 1958 Prudence. W 1967 doszło jednak do rozwodu Ruperta, który jeszcze w tym samym roku poślubił urodzoną w Estonii, a pracującą dla jego gazety w Australii Anne Tõrv. Z tego związku pochodzi trójka dzieci barona medialnego – Elizabeth (1968), Lachlan (1971) oraz James (1972). Kolejne małżeństwo jednak nie przetrwało, mimo długiego okresu wspólnego związku, i w 1999 doszło do rozwodu, w wyniku czego Anne Murdoch uzyskała majątek 1,7 miliarda dolarów. Siedemnaście dni po rozwodzie Rupert poślubił urodzoną w Chinach Wendi Deng, wówczas trzydziestoletnią, niedawną absolwentkę Yale School of Management (Uniwersytet Yale). Z tego związku pochodzi dwójka dzieci Murdocha: Grace (2001) i Chloe (2003). W 2013 82-letni Rupert Murdoch wniósł pozew o rozwód z 44-letnią Wendi Deng, obwieszczając, że jest to „bezpowrotny rozpad związku”. 4 marca 2016 wziął ślub z Jerry Hall, amerykańską aktorką i modelką, z którą wcześniej przez 22 lata związany był Mick Jagger.
Określa siebie jako libertarianina.